# 淇州
淇州，中国元朝时设置的州，
元宪宗五年（1255年）置，治所在今河南省淇县。中统元年（1260年）属大名路，至元二年（1265年）属怀孟路，三年属卫辉路。明朝洪武元年九月复置，十二月降为淇县。